# Ірина Комніна Дукіна
Ірина Комніна Дукіна (грец. Ειρήνη Κομνηνή Δούκαινα; (1220  — 13 століття )) — візантійська принцеса і цариця Болгарії як дружина царя Івана Асена II. Мати царя Михайла I Асена.

## Біографія
Ірина була дочкою деспота Феодора Комніна Дуки, правителя Епіру, і Марії Петраліфыи. В 1230 році Ірина і її сім'я були захоплені військами царя Болгарії Івана Асена II в битві біля Клокотніце. Їх відвезли в Тирново, де Ірина виросла в палаці. Вона була видатною красунею, і овдовілий цар закохався в неї. У 1237 році вони одружилися; можливо, вона була його коханкою протягом декількох років до шлюбу. 
За словами візантійського хроніста, Іван Асен II любив Ірину «не менше, ніж Антоній любив Клеопатру». Одружившись на Ірині, Іван Асен II порушив канонічне право, оскільки його дочка Марія від першого шлюбу з Анною була одружена з дядьком Ірини, Мануїлом Комніним Дукойю. Є свідоцтва того, що болгарська церква виступила проти шлюбу і що патріарх (Спиридон або Віссаріон) був позбавлений влади або навіть страчений розгніваним царем.
У подружжя було троє дітей:
- Ганна-Феодора — дружина севастократора Петра з 1253 року
- Марія — дружина Міцо Асена, царя Болгарії в 1256-1257 роках
- Михайло I Асень — цар Болгарії в 1246-1256 роках

У 1241 році Іван Асень II помер, і царство успадковував Коломан I Асен, його син від другої дружини Анни Марії Угорської. Коломан I був отруєний в 1246 році, і на престол зійшов Михайло Асен I, син Ірини. Згідно з однією з теорій, Ірина отруїла свого пасинка, щоб звести на престол сина. Передбачається, що Ірина правила як регент, тому що її син був ще дитиною, однак суттєвих доказів цьому немає.
Ірина пішла в монастир під ім'ям Ксенія. Вона була вислана з Болгарії після смерті її сина в 1256 році і провела решту свого життя на землі своїй сім'ї у Фессалоніках.